# Barre de titre
En informatique, une barre de titre est la partie d'une fenêtre où est affiché son titre. Pour la plupart des systèmes d'exploitation et gestionnaires de fenêtres, elle consiste en une barre horizontale qui est affichée en haut de la fenêtre.

## Caractéristiques
Le texte des barres de titre est habituellement composé du nom de l'application et/ou de son fabricant, et parfois du nom de la machine sur laquelle le programme est exécuté. Diverses méthodes existent pour contrôler le texte d'une barre de titre (selon l'environnement informatique, il peut s'agir de la sélection d'un menu, d'une séquence d'échappement, de paramètres ou encore d'options en ligne de commande).
La plupart des navigateurs web affichent dans leur barre de titre le titre de la page Web visitée suivi ou précédé du nom du navigateur (par exemple Mozilla Firefox ou Opera).
Les barres de titre contiennent souvent également des éléments graphiques permettant d'effectuer certaines opérations sur la fenêtre, comme agrandir, réduire, fermer la fenêtre et aussi une icône de l'application ou encore l'heure, etc.
Avec la plupart des interfaces graphiques, dont notamment les interfaces d'Apple Macintosh et de Microsoft Windows, l'utilisateur a la possibilité de déplacer une fenêtre en la saisissant par la barre de titre (glisser-déposer). Sur Linux, les fenêtres peuvent également être saisies par n'importe quel endroit de la zone rectangulaire avec la touche Alt enfoncée.

## Illustration
Voici la barre de titre du logiciel OpenOffice Writer version 2.4.

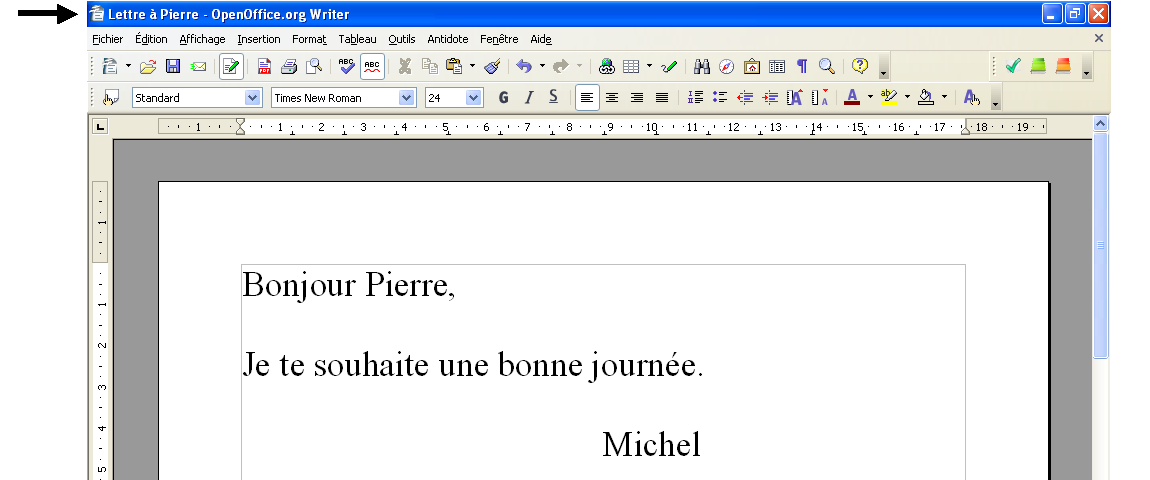
Exemple d'une barre de titre

Dans l'exemple précédent, notez que la barre de titre contient, dans l'ordre :
- l'icône du logiciel OpenOffice Writer ;
- le nom du fichier qui est traité par le logiciel OpenOffice Writer (Lettre à Pierre) ;
- le nom du logiciel associé à la fenêtre (OpenOffice Writer) ;
- les trois boutons que l'on retrouve habituellement en haut à droite d'une fenêtre : le bouton Réduire ; le bouton Niveau inférieur (ou le bouton Agrandir si la fenêtre est déjà à un niveau inférieur) ; et le bouton Fermer (ici en rouge).